# (52228) Protos
(52228) Protos (1977 RN) – planetoida z pasa głównego asteroid okrążająca Słońce w ciągu 5,75 lat w średniej odległości 3,21 j.a. Odkryta 5 września 1977 roku.